# Blaubeuren
Blaubeuren is een plaats in de Duitse deelstaat Baden-Württemberg, gelegen in het Alb-Donau-Kreis. De stad telt 12.434 inwoners.

## Geografie
Blaubeuren heeft een oppervlakte van 79,15 km² en ligt in het zuidwesten van Duitsland.

## Bezienswaardigheden
In Blaubeuren bevindt zich de Blautopf (Nederlands: Blauwe Pot), de bron van de rivier Blau. Uit een enorm onderaards holensysteem borrelt een opvallend blauwgekleurd water omhoog in het bronbekken, waaraan de Alte Hammerschmiede annex watermolen ligt. Uit de 21 meter diepe Blauwe Pot stromen tussen 310 en 32.000 liter water per seconde. Hij is daarmee een van de diepste en grootste bronnen in Duitsland.

## Geboren
- Dieter Baumann (9 februari 1965), langeafstandsloper
- Daniel Bohnacker (21 februari 1990), freestyleskiër

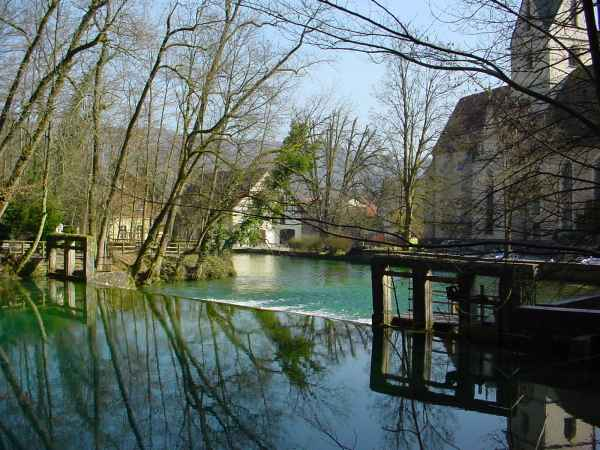
De Blautopf in Blaubeuren

Allmendingen ·
Altheim ·
Altheim (Alb) ·
Amstetten ·
Asselfingen ·
Ballendorf ·
Balzheim ·
Beimerstetten ·
Berghülen ·
Bernstadt ·
Blaubeuren ·
Blaustein ·
Börslingen ·
Breitingen ·
Dietenheim ·
Dornstadt ·
Ehingen (Donau) ·
Emeringen ·
Emerkingen ·
Erbach ·
Griesingen ·
Grundsheim ·
Hausen am Bussen ·
Heroldstatt ·
Holzkirch ·
Hüttisheim ·
Illerkirchberg ·
Illerrieden ·
Laichingen ·
Langenau ·
Lauterach ·
Lonsee ·
Merklingen ·
Munderkingen ·
Neenstetten ·
Nellingen ·
Nerenstetten ·
Oberdischingen ·
Obermarchtal ·
Oberstadion ·
Öllingen ·
Öpfingen ·
Rammingen ·
Rechtenstein ·
Rottenacker ·
Schelklingen ·
Schnürpflingen ·
Setzingen ·
Staig ·
Untermarchtal ·
Unterstadion ·
Unterwachingen ·
Weidenstetten ·
Westerheim ·
Westerstetten